# Ctypansa inconstans
Ctypansa inconstans là một loài bướm đêm trong họ Noctuidae.